# 1191 Alfaterna
1191 Alfaterna (1931 CA) là một tiểu hành tinh vành đai chính được phát hiện ngày 11 tháng 2 năm 1931 bởi Luigi Volta ở Observatory of Turin ở Pino Torinese. Nó được đặt theo tên the Roman town of Nuceria Alfaterna, now known as Nocera Inferiore.